# Sudad Ghadaban
Sudad Ghadaban (* 23. März 1972 in Reutlingen) ist ein deutscher Songwriter, Produzent und Remixer.

## Diskografie
- Sudad G feat. Tascha Johnson – "Heaven Knows (That I'm Happy Now)" (Double Cheese Records 2016)
- Sudad G feat. Tascha Johnson – "Won't Give Up" (Double Cheese Records 2016)
- Sudad G feat. Liah Walker – "Show Me Some Respect" (Karmic Power Records 2015)
- Sudad G feat. Alex Milla – "Stay With Me" (Attractive Music 2015)
- Eduardo Tristao & Sudad G – "Roses Are Red" (Red Eleven Recordings 2014)
- Eduardo Tristao & Sudad G – "Changes" (Attractive Music 2014)
- Sudad G & Eduardo Tristao – "Give It Up" (Housesession/Sume 2014)
- Sudad G feat. Alex Milla – "Get Up On The Dancefloor" (Attractive Music 2014)
- Groove Addix & Sudad G feat. Layla Jayne – "Higher Than High" (Soul Shift Music 2013)
- Sudad G feat. JM Browne – "Love For You" (Phunky Rabbit Records 2013)
- Hi-Lite Scan meets Rene Süss – "Looking for Love EP12" Vinyl (Disco Galaxy/Jeans), 2002
- Hi-Lite Scan – Work the Box / Hear me most 12" Vinyl (Rouge Pulp), 2001 / DMD world-wide Sales Charts: 1
- Atlantique – The Voyage (Le voyage)12" Vinyl (Refreshed/ModeM), 2000
- Switchback – Makes me feel / This is how it started12" Vinyl (Beats And Friends/Royal Phunk), 1999
- Atlantique – Dreams are here to stay12" Vinyl u. Maxi-CD (SONY/epidrome), 1998 / DJ Top 40: 39
- Modern Art – No more Pain12" Vinyl u. Maxi-CD (More Music), 1997 / DDC: 26
- Quadretti – I just can´t stop / Maxi-CD und 12" Vinyl (BMG/Ariola), 1996
- Cosmo – 12 Inches of Love / Moonrise12" Vinyl (Sodom/DMS), 1996
- Evangelia – Memories / One Day in Paradise12" Vinyl (Sodom/DMS), 1996
- Zoone – Monotune12" Vinyl (Dance All Day), 1996
- Weem – Slam12" Vinyl (Dance All Day), 1996